# Kassai botanikus kert
A kassai botanikus kert, hivatalos szlovák nevén Botanická záhrada UPJŠ Košice, azaz a kassai Pavol Jozef Šafárik Egyetem botanikus kertje Szlovákia legnagyobb füvészkertje és egyben Közép-Európa egyik legjelentősebb növénygyűjteménye.
A botanikus kertet 1950-ben alapították. Összes területe 30 hektár, ebből a trópusi és szubtrópusi klímát biztosító üvegházak területe 3500 négyzetméter. Különösen gazdag a kaktuszok és más szukkulensek gyűjteménye. A trópusi klímájú üvegházakban különleges lepkéket is tenyésztenek.
A 4 hektáros szabadtéri kiállítóterület nagy részét az ifjúság ökológiai oktatásának céljaira fordítják. A park nagy része, 24 hektár védett erdei terület, nagyrészt eredeti vegetációval.
A botanikus kert prioritásai közé tartozik az egyetemi oktatás támogatása, a kutatás, valamint a kulturális és társadalmi tevékenységek a nagyközönség számára.

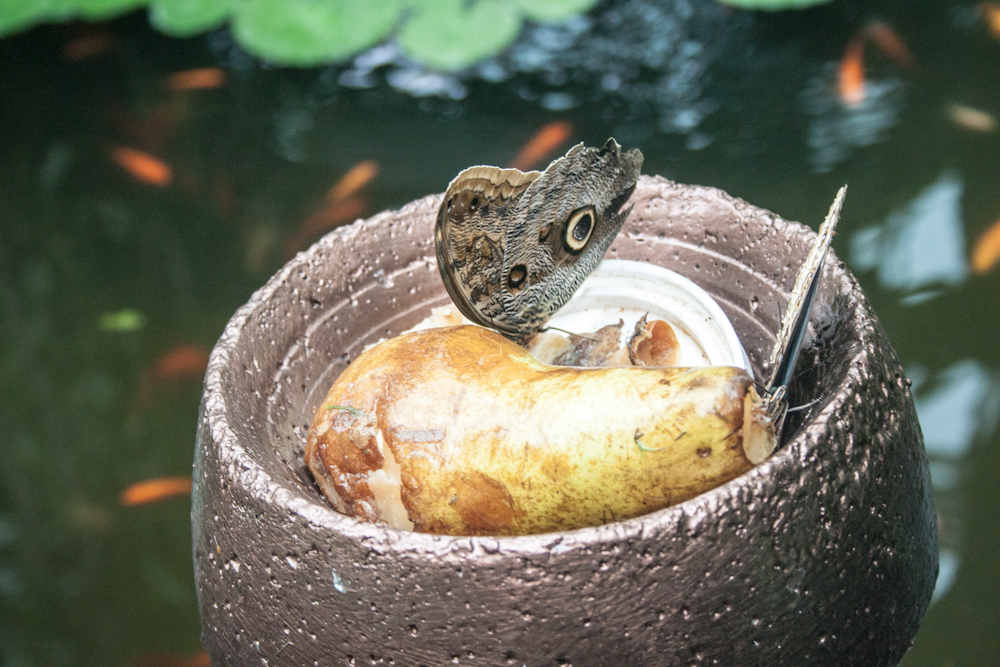
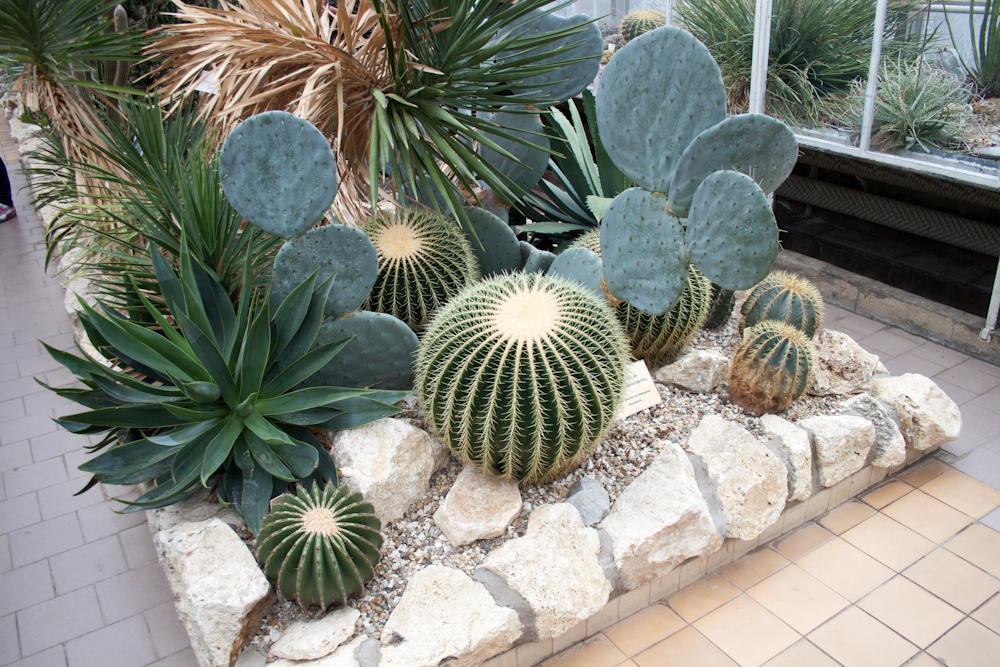
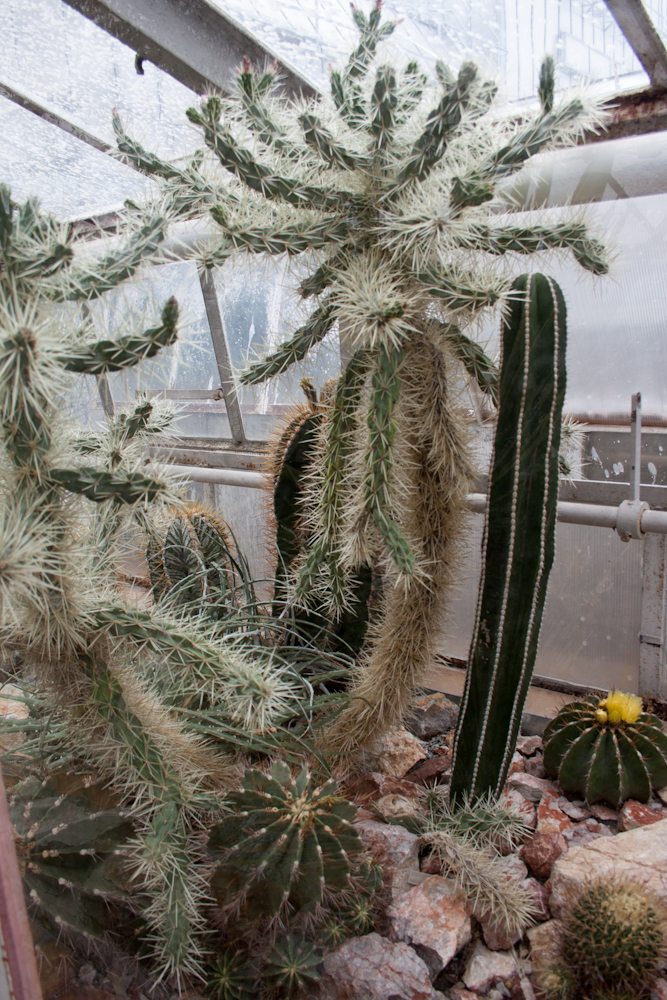
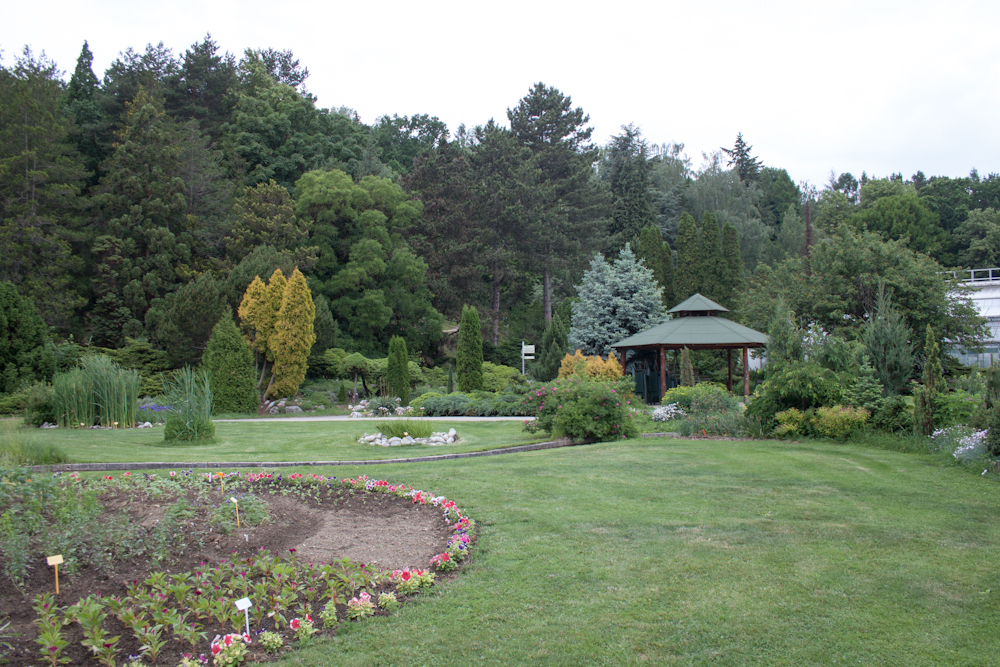